# Yut

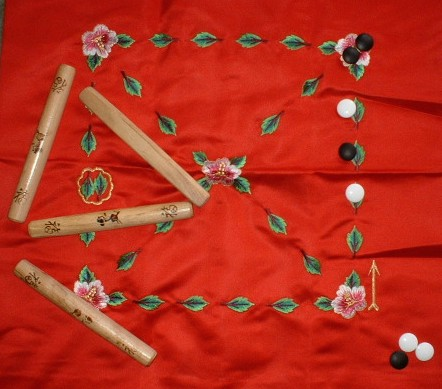
Plansza i pałeczki używane do grania w yut

Yut (ko. 윷) lub yutnori (윷놀이) – pochodząca z Korei, tradycyjna, rodzinna gra planszowa. Nazywana również cheok-sa lub sa-hee. Jej początki sięgają okresu Trzech Królestw. Niegdyś była używana do przepowiadania przyszłości. W grze uczestniczą dwie drużyny, ale nie ma określonej liczby graczy w jednej drużynie. Do grania używa się kwadratowej (czasem okrągłej) planszy (mal-pan, 말판) z czterema liniami na krawędziach i dwoma po przekątnej, ośmiu pionków (czterech jasnych i czterech ciemnych) zwanych mal (말) oraz czterech pałeczek, którymi się rzuca. Są dwa rodzaje pałeczek – jang-jak yut (장작 윷) oraz bam yut (밤 윷). Na planszy jest 29 pól – po 5 na każdej krawędzi i po 5 na przekątnych, z tym że jedno pole jest tam wspólne. Każda pałeczka jest w przekroju półkolem i ma około 15 cm długości. Na ich zaokrąglonej stronie znajdują się symbole. W yut gra się najczęściej podczas świąt oraz ważnych rodzinnych uroczystości. Są to przede wszystkim Koreański Nowy Rok (Seol-nal, 설날) i Koreańskie Święto Dziękczynienia (Chu-seok, 추석).

## Zasady
Każda z pałeczek po rzuceniu może upaść stroną zaokrągloną lub płaską do góry. Sposób, w jaki upadną, determinuje liczbę uzyskanych punktów - czyli o ile pól jest przesuwany pionek. Istnieje pięć następujących kombinacji:
Każda kombinacja ma swoją nazwę: do (도, świnia) – 1 pole do przodu; gae (개, pies) – 2 pola do przodu; geol (걸, owca) – 3 pola do przodu; yut (윷, krowa) – 4 pola do przodu; mo (모, koń) – 5 pól do przodu. Na początku każda drużyna rzuca pałeczkami i ta, która uzyska większą liczbę punktów, zaczyna grę. Drużyny rzucają na przemian. Każdy zawodnik rzuca raz, jednakże w przypadku, gdy wyrzuci yut albo mo dostaje dodatkowy rzut. Jeśli po raz kolejny wyrzuci yut lub mo może rzucać jeszcze raz. Serię kończy dopiero wyrzucenie do, gae lub geol. Gracz każdorazowo może przesuwać dowolny pionek będący już na planszy lub włączać do gry ten, który jeszcze jest poza planszą. Pionki przesuwają się jedynie do przodu. Dodatkowo, jeśli jeden z nich stanie na polu na narożnikach planszy lub w jej środku, zawodnik może wybrać drogę, którą chce się poruszać. Istnieją cztery możliwe trasy:
Zwykła droga prowadzi dookoła i jest najdłuższa. W przypadku, gdy pionek drużyny stanie na polu, na którym stał już pionek drużyny przeciwnej, to ten ostatni zostaje przesunięty w miejsce startu, zaś gracz pierwszego zespołu ma prawo do dodatkowego rzutu. Jeżeli pionek drużyny stanie na polu, gdzie wcześniej stał inny pionek tej samej drużyny, to od tego momentu oba pionki tworzą grupę i mogą być przesuwane jednocześnie, lecz stwarza to ryzyko, gdyż w przypadku, gdy pionek przeciwnika trafi na pole, na którym znajdowała się grupa, to wszystkie pionki z grupy wracają na start. Zwycięża ta drużyna, której wszystkie pionki przejdą trasę szybciej, czyli dotrą z powrotem na pole startu, zwane cham-meoki.

## Dodatkowe reguły
Czasami do gry używa się pałeczek z dodatkowymi oznaczeniami. Jeśli używa się pałeczki z napisem Seul (서울) na płaskiej stronie, to w przypadku, gdy zawodnik wyrzuci do i na jedynej pałeczce zwróconej płaską stroną do góry będzie napis Seul, to pionek przesuwa się od razu na pole na środku planszy. Jeśli jednak wszystkie pionki są już na planszy, to taka kombinacja liczy się jak zwykłe do. Podobnie dzieje się, jeżeli na jednej pałeczce jest napis Busan (부산). Z tym że w tym przypadku po wyrzuceniu do gracz przesuwa się na narożne pole naprzeciwko pola startowego. Trzecią możliwością jest używanie pałeczki z napisem wstecz (후퇴). Jeżeli zawodnik wyrzuci do z napisem wstecz do góry, to wszystkie pionki drużyny znajdujące się na planszy cofają się o jedno pole do tyłu. Jednakże, gdy wszystkie są poza planszą, oznacza to, w zależności od przyjętych reguł, zwykłe  do lub utratę jednej kolejki. Istnieje też inna zasada, grając pałeczką wstecz. Jeśli gracz wyrzuci do z napisem wstecz zwróconym do góry, to pionek trafia na strzałkę znajdującą się obok pola startowego i pozostaje tam, dopóki nie zostanie wyrzucone jeszcze jedno do z napisem wstecz. Jednakże, gdy to nastąpi, pionek od razu kończy trasę.